# كلكه (مقاطعة دهغلان)
كلكه (بالفارسية: کلکه) هي قرية تقع في قسم ايلان الجنوبي الريفي (مقاطعة دهغلان) في إيران.